# Sergio Barila
Pour les articles homonymes, voir Barila.
Sergio Javier Barila Martínez, né le 15 mars 1973, est un footballeur international équatoguinéen. Il est aujourd'hui agent FIFA.

## Biographie
International équatoguinéen en 2003, il est le premier joueur né hors de Guinée équatoriale à jouer pour la sélection. 
Il inscrit son seul et unique but en équipe nationale le 11 octobre 2003, contre le Togo. Ce match gagné 1-0 rentre dans le cadre des éliminatoires du mondial 2006.
Il joue essentiellement dans des clubs de deuxième et troisième divisions espagnoles. Il dispute 18 matchs en Segunda División, inscrivant un but, et 157 matchs en Segunda División B, marquant 17 buts. Il réalise sa meilleure performance lors de la saison 1996-1997, avec cinq buts inscrits.